# Бернадетина песма
Бернадетина песма (енгл. The Song of Bernadette) је амерички биографски драмски филм из 1943. заснован на истоименом роману Франца Верфела из 1941. године. У главној улози глуми Џенифер Џоунс, која приказује причу о Бернадет Субиру, која је наводно доживела осамнаест визија Богородице од фебруара до јула 1858. и канонизована је 1933. Филм је режирао Хенри Кинг, према сценарију Џорџа Ситона.
Роман је био изузетно популаран, провевши више од годину дана на листи најпродаванијих The New York Times-а и тринаест недеља на челу листе. Прича је такође претворена у представу на Бродвеју, која је отворена у Беласко театру у марту 1946. године.

## Радња
Године 1858, 14-годишња Бернадет Субиру живи у сиромаштву са својом породицом у Лурду у Француској. Њена католичка школска учитељица, сестра Ваузоу, срамоти је што је заостајала у учењу због астме. Тог поподнева, док је са сестром Мари и пријатељицом доносила дрва за огрев, Бернадет их чека у пећини Масабијел. Ометана чудним поветарцем и променом светлости, Бернадет види прелепу даму обучену у бело, како стоји на ниши у стени. Бернадет говори својим сапутницима шта је видела, а они обећавају да никоме другом неће рећи. Међутим, Мари говори њиховој мајци када се врате кући, а прича се убрзо шири по целом Лурду.

## Историјска тачност
Радња филма прати роман Франца Верфела, који није документарац, већ историјски роман који спаја чињенице и фикцију. Бернадетин пријатељ из стварног живота Антоан Николау приказан је као дубоко заљубљен у њу и обећава да ће остати неожењен када Бернадет уђе у манастир. Ниједан такав однос није документован да постоји између њих. Поред тога, власти, посебно царски тужилац Витал Дутур су приказани више антирелигиозни него што су заправо били; у ствари, Дутур је и сам био побожни католик који је једноставно мислио да Бернадет халуцинира. Други портрети су ближи историјској тачности, посебно Ан Ревере и Роман Бохнен као Бернадетини презапослени родитељи, Чарлс Бикфорд као отац Пејрамејл (иако је његово присуство на Бернадетиној самртној постељи било уметнички украс; у стварности, Пејрамејл је умро неколико година пре Бернадет), и тетке А. Бернарде.
Приказ сестре Мари Терезе Вазу је такође нетачан. Нема доказа да је сестра Вазу била Бернадетина учитељица у основној школи или да су се среле пре него што је Бернанет ушла у манастир.
Филм комбинује ликове Витала Дутура и поштара Хајсинта дела Фита, који се појављује у роману и верује да има рак грла. Ла Фит се уопште не појављује у филму. У филму је Дутур тај који на крају умире од рака ларинкса, који одлази у Лурдско светилиште, клечи на капији пећине и каже: „Моли се за мене, Бернадет“.
Филм се завршава смрћу Бернадете и не помиње ексхумацију њеног тела или њену канонизацију, као што то чини роман.

## Музика
Игор Стравински је замољен да напише музику за филм у почетку продукције. 15. фебруара 1943. почео је да пише музику за сцену „Јављање Богородице“. Међутим, студио никада није одобрио уговор са Стравинским, а пројекат је припао Алфреду Њуману, који је освојио Оскара. Музика коју је Стравински написао за филм ушла је у други став његове Симфоније у три става.

## Пријем
Босли Кројтер из The New York Times-а дао је филму углавном негативну рецензију, хвалећи глуму, посебно Џоунс, али жалећи због „заморне и понављајуће“ нарације филма, његовог нагласка на „сликама којима недостаје визуелна покретљивост“ и „дијалектичког дискурса који ће затрпати и уморити просечан ум“, као и одлуку да Бернадетину Богородицу учини видљивом за гледаоце.